# Rhodeus monguonensis
Rhodeus monguonensis är en fiskart som först beskrevs av Li, 1989.  Rhodeus monguonensis ingår i släktet Rhodeus och familjen karpfiskar. Inga underarter finns listade i Catalogue of Life.